# Восточная конференция (КХЛ)
Восточная конференция — одна из двух конференций в Континентальной хоккейной лиге, которая используется для разделения команд, участвующих в турнире, по географическому принципу.
Конференция была создана в 2009 году. В её состав входят два дивизиона: Дивизион Харламова и Дивизион Чернышёва.

## Состав конференции (состав на сезон 2025/26)
В сезоне 2024/25 в Восточной конференции КХЛ сыграют 12 команд – шесть в Дивизионе Харламова и шесть в Дивизионе Чернышёва.
В регулярном чемпионате каждая команда проведет 68 матчей. 42 из них с каждой командой КХЛ, ещё 20 – с каждой командой своей конференции и оставшиеся шесть с принципиальными соперниками.

### Сезон 2025/2026
| Дивизион              | Команда               | Город                 | Арена (вместимость)             | Основан               | в КХЛ                 | Главный тренер        | Капитан               | Последняя победа в Кубке Гагарина |
| Восточная конференция | Восточная конференция | Восточная конференция | Восточная конференция           | Восточная конференция | Восточная конференция | Восточная конференция | Восточная конференция | Восточная конференция             |
| --------------------- | --------------------- | --------------------- | ------------------------------- | --------------------- | --------------------- | --------------------- | --------------------- | --------------------------------- |
| Дивизион Харламова    | Автомобилист          | Екатеринбург          | «УГМК-Арена» (12 180)           | 2006                  | 2009                  | Николай Заварухин     | Анатолий Голышев      |                                   |
| Дивизион Харламова    | Ак Барс               | Казань                | «Татнефть Арена» (8 937)        | 1956                  | 2008                  | Анвар Гатиятулин      | Дмитрий Яшкин         | 2018                              |
| Дивизион Харламова    | Металлург             | Магнитогорск          | «Арена Металлург» (7 704)       | 1955                  | 2008                  | Андрей Разин          | Егор Яковлев          | 2024                              |
| Дивизион Харламова    | Нефтехимик            | Нижнекамск            | ЛД «Нефтехим Арена» (5 500)     | 1968                  | 2008                  | Игорь Гришин          | Александр Дергачёв    |                                   |
| Дивизион Харламова    | Трактор               | Челябинск             | Ледовая арена «Трактор» (7 500) | 1947                  | 2008                  | Бенуа Гру             |                       |                                   |
| Дивизион Чернышёва    | Авангард              | Омск                  | «G-Drive Арена» (12 011)        | 1950                  | 2008                  | Ги Буше               | Дамир Шарипзянов      | 2021                              |
| Дивизион Чернышёва    | Адмирал               | Владивосток           | «Фетисов Арена» (5 915)         | 2013                  | 2013                  | Леонид Тамбиев        | Либор Шулак           |                                   |
| Дивизион Чернышёва    | Амур                  | Хабаровск             | «Платинум Арена» (7 100)        | 1957                  | 2008                  | Александр Гальченюк   | Евгений Грачёв        |                                   |
| Дивизион Чернышёва    | Барыс                 | Астана                | «Барыс Арена» (11 626)          | 1999                  | 2008                  | Галым Мамбеталиев     | Роман Старченко       |                                   |
| Дивизион Чернышёва    | Салават Юлаев         | Уфа                   | «Уфа-Арена» (8 522)             | 1961                  | 2008                  | Виктор Козлов         | Григорий Панин        | 2011                              |
| Дивизион Чернышёва    | Сибирь                | Новосибирск           | «Сибирь-Арена» (10 634)         | 1962                  | 2008                  | Вадим Епанчинцев      | Сергей Широков        |                                   |

## Победители конференции
В первый сезон КХЛ, 2008/09, в лиге не было разделения на конференции, но начиная с сезона 2009/10 команды были поделены на две конференции. 
| Сезон   | Победитель в регулярном чемпионате | Победитель конференции в плей-офф |
| ------- | ---------------------------------- | --------------------------------- |
| 2009/10 | Салават Юлаев                      | Ак Барс                           |
| 2010/11 | Авангард                           | Салават Юлаев                     |
| 2011/12 | Трактор                            | Авангард                          |
| 2012/13 | Ак Барс                            | Трактор                           |
| 2013/14 | Металлург Мг                       | Металлург Мг                      |
| 2014/15 | Ак Барс                            | Ак Барс                           |
| 2015/16 | Авангард                           | Металлург Мг                      |
| 2016/17 | Металлург Мг                       | Металлург Мг                      |
| 2017/18 | Ак Барс                            | Ак Барс                           |
| 2018/19 | Автомобилист                       | Авангард                          |
| 2019/20 | Ак Барс                            | Не определялся                    |
| 2020/21 | Ак Барс                            | Авангард                          |
| 2021/22 | Металлург Мг                       | Металлург Мг                      |
| 2022/23 | Ак Барс                            | Ак Барс                           |

Четыре команды Восточной конференции становились обладателями Кубка Гагарина – «Ак Барс» (2009, 2010, 2018), «Салават Юлаев» (2011), «Металлург» (2014, 2016) и «Авангард» (2021).